# Battlefield Vietnam
Battlefield Vietnam là một game bắn súng góc nhìn người thứ nhất và là phần thứ hai trong dòng game Battlefield kể từ sau Battlefield 1942. Trò chơi được phát triển bởi công ty Thụy Điển Digital Illusions CE và được Electronic Arts phát hành ngày 15 tháng 3 năm 2004 tại Bắc Mỹ và ngày sau đó ở các nơi khác trên thế giới. Battlefield Vietnam diễn ra trong bối cảnh chiến tranh Việt Nam. Game có một lượng lớn các bản đồ dựa trên dữ liệu lịch sử, chẳng hạn như đường Hồ Chí Minh, cuộc chiến tại Huế, Thung lũng Ia Drang, chiến dịch Flaming Dart, trận Khe Sanh và ngày Sài Gòn thất thủ. Ngày 15 tháng 3 năm 2005, EA phát hành phiên bản Battlefield Vietnam: Redux, trong đó bao gồm các loại xe mới, bản đồ, và một mod chiến tranh thế giới II, dựa trên chiến trường trước năm 1942 do EA sản xuất.

## Lối chơi
Battlefield Vietnam có cùng lối chơi giống như Battlefield 1942; Trong hầu hết các màn, mục tiêu của người chơi là phải đánh chiếm những vị trí gọi là điểm kiểm soát (Control Points) quanh bản đồ để sản sinh thêm quân lính và khí tài của phe mình. Giống như các bản Battlefield khác, những chỗ ra quân đóng một vai trò vô cùng quan trọng quyết định đến sự thành bại của một đội. Game có tổng cộng tất cả bốn phe gồm: Mỹ (USMC), Việt Nam Cộng hòa (ARVN), Việt Nam Dân chủ Cộng hòa (NVA) và Mặt trận Dân tộc Giải phóng miền Nam Việt Nam (VC).
Battlefield Vietnam còn giới thiệu hình thức cách mạng của lối chơi chiến tranh không đối xứng. Hai đội (Mỹ hoặc Việt Nam) đều được giao những bộ dụng cụ và các loại phương tiện khác hẳn nhau, khiến cho phe Mỹ phải dựa nhiều hơn vào phương tiện hạng nặng và Việt Nam thì dựa nhiều hơn vào các chiến thuật bộ binh. Phe Mỹ vào đầu game được nhận xe tăng hạng nặng, máy bay trực thăng, máy bay ném bom, trong khi phe Việt Nam lại buộc phải dựa vào vũ khí chống tăng, vũ khí phòng không để ngăn chặn quân Mỹ. Lối chơi dạng này có dụng ý phản ánh các điều kiện thực tế của cuộc chiến tranh tại Việt Nam. Việc tiếp nhận "Sipi Hole" về phía quân Việt Nam – mang lại hiệu quả như một điểm ra quân di động, đại diện mạng lưới địa đạo rộng lớn mà phe Việt Nam sử dụng trong cuộc chiến tranh thực tế – đã mang lại sự cân bằng tuyệt vời cho lối chơi trong game.
Được xây dựng dựa trên engine Battlefield 1942, Battlefield Vietnam có thêm nhiều tính năng mới và được cải tiến từ người tiền nhiệm của nó. Trò chơi cung cấp cho người chơi một loạt các vũ khí dựa trên chiến tranh Việt Nam. Chủng loại vũ khí đặc trưng của thời kỳ này xuất hiện trong game như súng AK-47 và bẫy chông. Game cũng có một số bổ sung riêng biệt, chẳng hạn như không vận khí tài và bật đài phát thanh trong xe với các khúc ca đậm chất âm nhạc những năm 1960. Người chơi cũng có thể thay thế các bản soundtrack trong xe với các bài nhạc của riêng mình. Người chơi còn có thể chuyển sang vị trí bắn từ hàng ghế phía sau phương tiện hơn là để đồng đội máy tự vệ. Battlefield Vietnam là phiên bản đầu tiên trong dòng Battlefield sử dụng loại bản đồ 3D hiển thị các biểu tượng đại diện cho vị trí những điểm kiểm soát hoặc các đơn vị bạn, giúp tăng cường tình huống nhận thức của người chơi lên một cách đáng kể.
Bên cạnh đó, Battlefield Vietnam còn có sự hiện diện của một loạt khí tài quân sự nổi tiếng từ thời chiến tranh mà người chơi có thể điều khiển được gồm M-551 Sheridan, M48 Patton, AH-1 Cobra, F-4 Phantom II, M-113 APC và Bell UH-1 Iroquois. Người chơi phe Bắc Việt và Việt Cộng cũng có được quyền tiếp cận một loạt khí tài của phe mình, chẳng hạn như máy bay tiêm kích phản lực MiG-17 và MiG-21, trực thăng Mil Mi-8 Hip, pháo phòng không tự hành ZSU-57-2, xe tăng PT-76, T-54 và thậm chí là một chiếc tay ga Vespa.
Vào ngày 9/8/2004, game đã được cập nhật lên phiên bản 1.21 có nhiều sửa đổi và cải thiện với sự bổ sung chính là:
- 3 bản đồ nhiều người chơi mới là: Operation Cedar Falls, Saigon 1968 và Fall of Saigon (thêm map Defense of Con Thien ở bản cập nhật 1.1). Trong đó có hai bản đồ là Operation Cedar Fall và Saigon 1968 với điểm nhấn là những đường hầm và các cơ sở dưới lòng đất (khi người chơi xuống dưới lòng đất thì bản đồ sẽ thay đổi).
- 8 phương tiện mới được bổ sung:
• Máy bay tiêm kích Douglas A-1 Skyraider với hai phiên bản: chống bộ binh (được trang bị bom lửa và súng máy) và chống tăng (được trang bị tên lửa và bom thông thường)
• M50 'Ontos' là loại xe tăng (USA) có thể bắn được 1 trong 6 ống phóng hoặc bắn hết trong 1 lần.
• Tổ hợp xe phóng tên lửa BRDM-2 'malyutka' (NVA) là loại xe chiến đấu cho phép bắn tên lửa điều khiển bằng màn hình.
• Súng máy 4 nòng (USA) có sẵn ở một số căn cứ và dùng để phòng không là chủ yếu.
• Tăng chủ lực T-72 (NVA) là loại tăng mới nhất được bổ sung cho quân giải phóng tương tự như T-54 được trang bị thêm lựu đạn khói trên tháp pháo.
• Douglas AC-47 "Spooky" (USA) là loại máy bay chở lính có thể mang bom và súng máy ở hai bên.
• M3A1 Nancy (USA) là xe vận tải mang theo súng máy 4 nòng.
• Pháo phản lực BM21 (NVA)
• Ngoài ra còn có thêm từ bản 1.1 là Hughes OH-6 "Loach" (USA): loại trực thăng mang theo súng máy và có thể gọi pháo kích. Kamov Ka-25 "Hormone" (NVA) được trang bị súng máy và tên lửa tầm nhiệt.
- Chế độ theo dõi cũng đã được thêm vào.

### Mod
Battlefield Vietnam có rất nhiều bản mod tha hồ cho người chơi tải về thưởng thức. Một trong số mod này do chính hãng DICE sản xuất với tên gọi Battlefield: Vietnam World War II Mod. Bản mod này bao gồm các bản đồ Thái Bình Dương của Battlefield 1942 làm lại với đồ họa được cập nhật, và bổ sung thêm các loại vũ khí mới như súng phun lửa và súng cối.

## Soundtrack
Danh sách ca khúc dành cho Battlefield Vietnam trong suốt trò chơi như sau:
| STT | Nhan đề                        | Sáng tác                     | Thời lượng |
| --- | ------------------------------ | ---------------------------- | ---------- |
| 1.  | "Fortunate Son"                | Creedence Clearwater Revival |            |
| 2.  | "War"                          | Edwin Starr                  |            |
| 3.  | "Nowhere to Run"               | Martha and the Vandellas     |            |
| 4.  | "Wild Thing"                   | The Troggs                   |            |
| 5.  | "Get Ready"                    | Rare Earth                   |            |
| 6.  | "On the Road Again"            | Canned Heat                  |            |
| 7.  | "Shakin' All Over"             | The Guess Who                |            |
| 8.  | "Psychotic Reaction"           | Count Five                   |            |
| 9.  | "Hush"                         | Deep Purple                  |            |
| 10. | "All Day and All of the Night" | The Kinks                    |            |
| 11. | "You Really Got Me"            | The Kinks                    |            |
| 12. | "The Letter"                   | The Box Tops                 |            |
| 13. | "Somebody to Love"             | Jefferson Airplane           |            |
| 14. | "I Fought the Law"             | The Bobby Fuller Four        |            |
| 15. | "The Ride of the Valkyries"    | Budapest Symphony Orchestra  |            |
| 16. | "Surfin' Bird"                 | The Trashmen                 |            |
| 17. | "White Rabbit"                 | Jefferson Airplane           |            |